# Lipiany (gromada)
Lipiany (do 31 XII 1961 Batowo) – dawna gromada, czyli najmniejsza jednostka podziału terytorialnego Polskiej Rzeczypospolitej Ludowej w latach 1954–1972.
Gromady, z gromadzkimi radami narodowymi (GRN) jako organami władzy najniższego stopnia na wsi, funkcjonowały od reformy reorganizującej administrację wiejską przeprowadzonej jesienią 1954 do momentu ich zniesienia z dniem 1 stycznia 1973, tym samym wypierając organizację gminną w latach 1954–1972.
Gromadę Lipiany z siedzibą GRN w mieście Lipianach (nie wchodzącym w jej skład) utworzono 1 stycznia 1962 w powiecie pyrzyckim w woj. szczecińskim w związku z przeniesieniem siedziby gromady Batowo z Batowa do Lipian i zmianą nazwy jednostki na gromada Lipiany; równocześnie (de jure 31 grudnia 1961) do nowo utworzonej gromady Lipiany włączono miejscowości Brzostowo, Czajczyn, Dębiec, Dzieżno, Jarzębnik, Jedlice, Józefin, Miedzyn, Mierzawy, Mironów, Mokronos, Osetna, Piaśnik, Przywodzie, Świerszczyki, Wielice i Żarnowo z miasta Lipiany w tymże powiecie.
Gromada przetrwała do końca 1972 roku, czyli do kolejnej reformy gminnej. 1 stycznia 1973 w powiecie pyrzyckim reaktywowano zniesioną w 1954 roku gminę Lipiany